# Liste der Baudenkmäler in Schalkham
Auf dieser Seite sind die Baudenkmäler in der niederbayerischen Gemeinde Schalkham zusammengestellt. Diese Tabelle ist eine Teilliste der Liste der Baudenkmäler in Bayern. Grundlage ist die Bayerische Denkmalliste, die auf Basis des Bayerischen Denkmalschutzgesetzes vom 1. Oktober 1973 erstmals erstellt wurde und seither durch das Bayerische Landesamt für Denkmalpflege geführt wird. Die folgenden Angaben ersetzen nicht die rechtsverbindliche Auskunft der Denkmalschutzbehörde.

## Baudenkmäler nach Ortsteilen

### Schalkham
| Lage                  | Objekt          | Beschreibung | Akten-Nr.    | Bild            |
| --------------------- | --------------- | --- | ------------ | --------------- |
| Haus Nr. 1 (Standort) | Kleinbauernhaus | Wohnstallgebäude, zweigeschossiges Gebäude mit Flachsatteldach, Wohnteil in Blockbauweise, mit Trauf- und Giebelschrot, im Stallteil Erdgeschoss teilweise Ziegelbau, nach 1812. | D-2-74-179-1 | Kleinbauernhaus |
| Haus Nr. 5 (Standort) | Wegkapelle      | kleiner massiver Satteldachbau, 19. Jahrhundert. | D-2-74-179-2 | Wegkapelle      |

### Allersbach
| Lage                   | Objekt                                                 | Beschreibung | Akten-Nr.     | Bild |
| ---------------------- | ------------------------------------------------------ | --- | ------------- | ---- |
| Haus Nr. 6 (Standort)  | Einfirsthof                                            | zweigeschossiges Gebäude mit Flachsatteldach, Wohnteil mit Blockbau-Obergeschoss, Ende 18./Anfang 19. Jahrhundert, Stadel und Stallumbau wohl später. | D-2-74-179-3  | BW   |
| Haus Nr. 10 (Standort) | Blockbau-Obergeschoss eines Bauernhauses               | mit Flachsatteldach und zwei Giebelschroten, von 1825, 1989–1998 auf neu errichtetes Erdgeschoss hierher versetzt aus der Gemeinde Malgersdorf, Landkreis Rottal-Inn, Hilbing, Haus Nummer 30.                                                                                      | D-2-74-179-43 | BW   |
| Haus Nr. 11 (Standort) | Wohnstallhaus eines ehemaligen Vierseithofs und Stadel | Wohnstallhaus, zweigeschossiger Satteldachbau, Wohnteil Blockbau, Stallteil mit Blockbau-Obergeschoss, mit Traufschrot; Traidboden in Blockbau mit Satteldach über massivem Sockel; Stadel, Ständerbohlenkonstruktion mit Satteldach und Bundwerk; Ende 18./Anfang 19. Jahrhundert. | D-2-74-179-4  | BW   |
| Haus Nr. 17 (Standort) | Wohnteil eines ehemaligen Wohnstallbaus                | zweigeschossiger Blockbau mit Flachsatteldach und Traufschrot, 18. Jahrhundert; transferiert aus Johannesbrunn Nr. 176. | D-2-74-179-42 | BW   |

### Berg
| Lage                  | Objekt        | Beschreibung | Akten-Nr.    | Bild |
| --------------------- | ------------- | --- | ------------ | ---- |
| Haus Nr. 2 (Standort) | Wohnstallhaus | Altbau, zweigeschossiger Flachsatteldachbau mit Blockbau-Obergeschoss und Traufschrot, Ende 18. Jahrhundert, Anbau bezeichnet 1832. | D-2-74-179-5 | BW   |

### Eggenpoint
| Lage                  | Objekt                              | Beschreibung | Akten-Nr.    | Bild |
| --------------------- | ----------------------------------- | --- | ------------ | ---- |
| Haus Nr. 6 (Standort) | Katholische Kirche St. Bartholomäus | Saalkirche mit eingezogenem Chor, über dem Chorbogen Dachreiter mit Spitzhelm, Gliederung durch Sockel und Deutsches Band, spätromanisch, 13. Jahrhundert, barockisiert; mit Ausstattung. Das Fresko Lamm Gottes und das Altarbild Mantelspende Martins aus 1943 sind von dem Kunstmaler Josef Wittmann. | D-2-74-179-6 | BW   |

### Großscherneck
| Lage                  | Objekt    | Beschreibung | Akten-Nr.    | Bild |
| --------------------- | --------- | --- | ------------ | ---- |
| Haus Nr. 1 (Standort) | Einzelhof | stattliche Hofanlage aus versetzten Objekten; ehemaligen Bauernhaus aus Geiselsdorf (Kröning), zweigeschossiger Flachsatteldachbau, mit Blockbau-Obergeschoss mit Schroten, bezeichnet 1789, teilweise erneuert; Blockbaustadel aus Grabmühle (Geisenhausen) mit Steilsatteldach, im Kern erste Hälfte 18. Jahrhundert; Traidkasten aus Samberg (Bodenkirchen), lang gestreckter Blockbau mit Bundwerk, bezeichnet 1813; transferiert 1980/81 und in Teilen (gemauertes Erdgeschoss) neu gebaut. | D-2-74-179-9 | BW   |

### Guntersdorf
| Lage                                 | Objekt                            | Beschreibung | Akten-Nr.     | Bild |
| ------------------------------------ | --------------------------------- | --- | ------------- | ---- |
| Haus Nr. 4 (Standort)                | Wohnstallhaus eines Hakenhofs     | zweigeschossiges Gebäude mit Flachsatteldach und Blockbau-Obergeschoss, bezeichnet 1862.                             | D-2-74-179-11 | BW   |
| Haus Nr. 8 (Standort)                | Wohnstallhaus eines Hakenhofs     | zweigeschossiges Gebäude mit Flachsatteldach und Blockbau-Obergeschoss, bezeichnet 1869.                             | D-2-74-179-12 | BW   |
| Haus Nr. 10 (Standort)               | Wohnstallhaus eines Hakenhofs     | Blockbau-Obergeschoss über massivem Ziegelbau, mit Giebellaube und Flachsatteldach, Ende 18./Anfang 19. Jahrhundert. | D-2-74-179-13 | BW   |
| Haus Nr. 11 (Standort)               | Bauernhaus (Altbau der Hofstelle) | zweigeschossiger Flachsatteldachbau in Blockbauweise, mit Traufschrot, wohl zweite Hälfte 18. Jahrhundert.           | D-2-74-179-10 | BW   |
| Zwischen Haus Nr. 3 und 4 (Standort) | Kapelle                           | massiver Satteldachbau mit Ziergiebel und Putzgliederung, neugotisch, 19. Jahrhundert.                               | D-2-74-179-14 | BW   |

### Höfengrub
| Lage                  | Objekt     | Beschreibung                                                                                    | Akten-Nr.     | Bild |
| --------------------- | ---------- | ----------------------------------------------------------------------------------------------- | ------------- | ---- |
| Haus Nr. 1 (Standort) | Hofkapelle | kleiner Backsteinbau mit Satteldachabschluss und schlichten Gliederungsformen, bezeichnet 1889. | D-2-74-179-15 | BW   |

### Hungerham
| Lage                  | Objekt  | Beschreibung                                                                                  | Akten-Nr.     | Bild    |
| --------------------- | ------- | --------------------------------------------------------------------------------------------- | ------------- | ------- |
| Haus Nr. 1 (Standort) | Kapelle | massiver Bau mit Steildach, Putzgliederungen und Stilelementen der Neugotik, 19. Jahrhundert. | D-2-74-179-17 | Kapelle |

### Johannesbrunn
| Lage                            | Objekt                                                       | Beschreibung | Akten-Nr.     | Bild |
| ------------------------------- | ------------------------------------------------------------ | --- | ------------- | ---- |
| Brunnenstraße 18 (Standort)     | Wohnstallhaus eines ehemaligen Hakenhofs                     | zweigeschossiger Blockbau mit Flachsatteldach, Giebel- und Traufschrot, Erdgeschoss mit Bemalung und zum Teil ausgemauert, 18. Jahrhundert. | D-2-74-179-22 | BW   |
| Dorfplatz 9 (Standort)          | Katholische Kirche Mariä Empfängnis                          | neugotische Saalkirche mit Westturm, Gliederung durch Strebepfeiler und Fries, Turm mit Spitzhelm, von Leonhard Schmidtner, 1864/65; mit Ausstattung. | D-2-74-179-18 | BW   |
| Klosterstraße 1 (Standort)      | Ehemaliges Kloster der Servitinnen                           | nachmalige Versorgungsanstalt der Barmherzigen Brüder (1967 aufgelöst), zweiflügeliger Komplex in Sichtziegelbauweise mit Walmdach und Schopfwalm; Ostflügel erbaut 1861, 1929 nach Brand zur Dreigeschossigkeit aufgestockt, östlicher Risalitbau mit Bodenerker 1931; Nordflügel erbaut 1911, im zweiten Obergeschoss Chorkapelle mit Schrankenwand, gleichzeitig. | D-2-74-179-44 | BW   |
| Klosterstraße 21 (Standort)     | Ehemaliges Bauernhaus                                        | zweigeschossiger Blockbau mit Flachsatteldach, Giebel- und Traufschroten sowie geschnitzten und bemalten Details, zweiten Hälfte 18. Jahrhundert; von der Hofstelle Nr. 153 hierher versetzt. | D-2-74-179-23 | BW   |
| Hüttenkofener Breite (Standort) | Kapelle                                                      | kleiner Backsteinbau mit Satteldachabschluss und kleinem Dachreiter, neugotisch, mit Lourdesgrotte, 19. Jahrhundert; östlich des Ortes. | D-2-74-179-24 | BW   |
| Pelzgartenstraße 2 (Standort)   | Wohnhaus eines Dreiseithofes, ehem. Ökonomiehof des Klosters | zweigeschossiger und giebelständiger Blankziegelbau mit Satteldach und Kreuz auf dem Dachfirst, 1911. | D-2-74-179-46 | BW   |

### Kleinhochreit
| Lage                  | Objekt        | Beschreibung                                                                                      | Akten-Nr.     | Bild |
| --------------------- | ------------- | ------------------------------------------------------------------------------------------------- | ------------- | ---- |
| Haus Nr. 1 (Standort) | Querstockhaus | zweigeschossiger Satteldachbau mit Blockbau-Obergeschoss und Traufschrot, Anfang 19. Jahrhundert. | D-2-74-179-25 | BW   |

### Leberskirchen
| Lage                       | Objekt                                  | Beschreibung | Akten-Nr.     | Bild                                    |
| -------------------------- | --------------------------------------- | --- | ------------- | --------------------------------------- |
| Brückenstraße 8 (Standort) | Hakenhof mit Wohnstallhaus              | Mittertenn-Blockbau mit Flachsatteldach, Traufschrot und zwei Giebelschrote, angegliederter Stadel mit Blockbau-Obergeschoss, 18. Jahrhundert.                                                                          | D-2-74-179-27 | Hakenhof mit Wohnstallhaus              |
| Mühlenweg 1 (Standort)     | Bohlen-Bundwerkstadel                   | Satteldachbau in Ständerbohlenbauweise mit Bundwerk, um 1700. | D-2-74-179-28 | Bohlen-Bundwerkstadel                   |
| Mühlenweg 2, 4 (Standort)  | Katholische Kirche St. Rupert mit Mauer | spätgotische Saalkirche, zweiten Hälfte 15. Jahrhundert, Langhaus im Kern wohl romanisch, südlich Chorflankenturm mit Achteckaufsatz und Spitzhelm; mit Ausstattung; Friedhofsmauer, bezeichnet 1698, später verändert. | D-2-74-179-26 | Katholische Kirche St. Rupert mit Mauer |

### Möllersdorf
| Lage                       | Objekt                                      | Beschreibung | Akten-Nr.     | Bild |
| -------------------------- | ------------------------------------------- | --- | ------------- | ---- |
| Haus Nr. 4 (Standort)      | Wohnstallhaus eines Dreiseithofs mit Stadel | zweigeschossiger Satteldachbau mit Blockbau-Obergeschoss; Stadel in Blockbauweise mit Satteldach; 18. Jahrhundert; Nebengebäude, Traidkasten, Blockbau-Obergeschoss, wohl 19. Jahrhundert, 1975 aus Geratsfurth hierher versetzt. | D-2-74-179-31 | BW   |
| Haus Nr. 6 (Standort)      | Katholische Kirche St. Wolfgang             | Saalkirche, spätgotischer Bau des 15. Jahrhunderts, Langhaus barock, Gliederung durch Dachfries und Dreieckstreben am Chor, westlich Dachreiter mit Satteldach; mit Ausstattung.                                                  | D-2-74-179-29 | BW   |
| bei Möllersdorf (Standort) | Feldkapelle                                 | kleiner massiver Satteldachbau, mit Putzgliederung, neugotisch, 19. Jahrhundert. | D-2-74-179-32 | BW   |

### Trautmannsberg
| Lage                  | Objekt                           | Beschreibung                                                                                              | Akten-Nr.     | Bild |
| --------------------- | -------------------------------- | --- | ------------- | ---- |
| Haus Nr. 1 (Standort) | Wohnstallhaus eines Vierseithofs | zweigeschossiger Blockbau mit Flachsatteldach und Giebelschrot (in Fragmenten erhalten), 18. Jahrhundert. | D-2-74-179-34 | BW   |

### Obertinsbach
| Lage                  | Objekt                                | Beschreibung | Akten-Nr.     | Bild |
| --------------------- | ------------------------------------- | --- | ------------- | ---- |
| Haus Nr. 2 (Standort) | Dreiseithof mit Stadel und Kellerhaus | Wohnstallhaus, zweigeschossiger Flachsatteldachbau mit Blockbau-Obergeschoss, Giebel- und Traufschrot; Blockbaustadel und -traidboden; Ende 18./Anfang 19. Jahrhundert; südlich Kellerhaus, Ziegelsteinbau mit Satteldach, wohl 19. Jahrhundert. | D-2-74-179-33 | BW   |

### Untertinsbach
| Lage                   | Objekt                                        | Beschreibung | Akten-Nr.     | Bild |
| ---------------------- | --------------------------------------------- | --- | ------------- | ---- |
| Haus Nr. 13 (Standort) | Bauernhof in Hakenform                        | Wohnstallhaus, Flachsatteldachbau mit Blockbau-Obergeschoss und Traufschrot, mit angegliedertem Stadel, Holzkonstruktion über Ziegelbau, 19. Jahrhundert. | D-2-74-179-38 | BW   |
| Haus Nr. 17 (Standort) | Mitterstubenanlage eines ehemaligen Hakenhofs | zweigeschossiges Gebäude mit Flachsatteldach, Blockbau-Obergeschoss und Traufschrot, Ende 18./Anfang 19. Jahrhundert.                                     | D-2-74-179-39 | BW   |

### Vorrach
| Lage                  | Objekt                                    | Beschreibung | Akten-Nr.     | Bild |
| --------------------- | ----------------------------------------- | --- | ------------- | ---- |
| Haus Nr. 3 (Standort) | Bauernhof in Hakenform mit Getreidekasten | Bauernhaus, zweigeschossiger Blockbau, mit Tauf- und Giebelschrot, 18. Jahrhundert; Traidkasten, Blockbau mit Satteldach, 18. Jahrhundert. | D-2-74-179-40 | BW   |

### Westerskirchen
| Lage                  | Objekt                         | Beschreibung | Akten-Nr.     | Bild |
| --------------------- | ------------------------------ | --- | ------------- | ---- |
| Haus Nr. 9 (Standort) | Katholische Kirche St. Michael | Saalkirche mit eingezogenem Chor und Westturm, barocker Bau des 17. Jahrhunderts, ursprünglicher Turm um 1700 durch einen Dachreiter ersetzt, heutiger Turm später erbaut, mit Lisenen, Putzgliederung und Spitzhelm; mit Ausstattung. | D-2-74-179-41 | BW   |

## Ehemalige Baudenkmäler
| Lage                                      | Objekt                         | Beschreibung                                                                                     | Akten-Nr.     | Bild |
| ----------------------------------------- | ------------------------------ | ------------------------------------------------------------------------------------------------ | ------------- | ---- |
| Höllthal Haus Nr. 1 (Standort)            | Traidkasten eines Vierseithofs | in Blockbauweise, um 1800.                                                                       | D-2-74-179-16 | BW   |
| Johannesbrunn Brunnenstraße 12 (Standort) | Einfirsthof                    | Mitterstubenhaus, zweigeschossiger Flachsatteldachbau mit Blockbau-Obergeschoss 18. Jahrhundert. | D-2-74-179-21 | BW   |
| Johannesbrunn Brunnenstraße 21 (Standort) | Ehemaliges Bauernhaus          | Einfirsthof, zweigeschossiger Satteldachbau, teilweise Blockbau, bezeichnet 1690.                | D-2-74-179-19 | BW   |
| Möllersdorf Haus Nr. 3 (Standort)         | Stattliches Wohnstallhaus      | mit zwei Giebelschroten, Anfang 19. Jahrhundert.                                                 | D-2-74-179-30 | BW   |
| Untertinsbach Haus Nr. 27 (Standort)      | Stattliches Querstockhaus      | mit durchlaufendem Traufschrot und Blockbau-Obergeschoss, bezeichnet 1785.                       | D-2-74-179-35 | BW   |